# NUDT15
NUDT15 (англ. Nudix hydrolase 15) – білок, який кодується однойменним геном, розташованим у людей на 13-й хромосомі. Довжина поліпептидного ланцюга білка становить 164 амінокислот, а молекулярна маса — 18 609.
| 10         |  | 20         |  | 30         |  | 40         |  | 50         |
| ---------- |  | ---------- |  | ---------- |  | ---------- |  | ---------- |
| MTASAQPRGR |  | RPGVGVGVVV |  | TSCKHPRCVL |  | LGKRKGSVGA |  | GSFQLPGGHL |
| EFGETWEECA |  | QRETWEEAAL |  | HLKNVHFASV |  | VNSFIEKENY |  | HYVTILMKGE |
| VDVTHDSEPK |  | NVEPEKNESW |  | EWVPWEELPP |  | LDQLFWGLRC |  | LKEQGYDPFK |
| EDLNHLVGYK |  | GNHL       |  |            |  |            |  |            |

A: Аланін

C: Цистеїн

D: Аспарагінова кислота

E: Глутамінова кислота

F: Фенілаланін

G: Гліцин

H: Гістидин

I: Ізолейцин

K: Лізин

L: Лейцин

M: Метіонін

N: Аспарагін

P: Пролін

Q: Глутамін

R: Аргінін

S: Серин

T: Треонін

V: Валін

W: Триптофан

Кодований геном білок за функцією належить до гідролаз. 
Білок має сайт для зв'язування з іонами металів, іоном магнію, іоном марганцю. 